# Житіє протопопа Аввакума (моновистава)

Аввакум, копія малюнка Геннадія Новожилова меншого розміру, 2001 р.

Житіє протопопа Аввакума, моновистава, 1989  — моновистава, котру створив актор Матвєєв Михайло Михайлович 1984 року, що стала легендарним явищем театрального мистецтва. Прототипом головного героя став протопоп Аввакум Петрович.

## Передісторія. Актор і моновистава
Михайло Матвєєв (1937—2000) був у полоні театрального мистецтва з дитинства, брав участь ще у шкільному драматичному гуртку.
По закінченні школи навчався у Ленінградському державному інституті театру і кіно. 1961 року по закінченні інституту прийшов працювати до Ленінградського театру драми і комедії. 1964 року перейшов на працю до театру імені В. Коміссаржевської, де працював до старості.
Мало хто знав тоді, що він був християнином. Незважаючи на вистави в театрі та працю у кіно, цікавився драматургією самотужки. Натрапивши на літературну пам'ятку 17 ст. «Житіє протопопа Аввакума», з її живою мовою і пристрасним оповіданням, зажадав створити виставу за твором.
Про постанову в державному театрі не могло бути й мови, де панували соціалістичний реалізм і державна цензура. Праця над створенням моновистави тривала один рік. Оприлюднити результат вдалося після показу вистави академіку Дмитру Сергійовичу Ліхачову. Той схвалив театральну версію «Житія», котру знав ще по рукопису твору, отриманому Пушкінським Домом від Малишева і привезеному з міста Рига. Ліхачов Д. С., науковець і сам знавець старовинної мови, мав претензії лише до використання застарілих слів та використання наголосу. Михайло Матвєєв все це виправив за порадами науковця і згідно переліка слів, наданого йому Ліхачовим. Прем'єрний показ відбувся 1984 року.

## П'ята річниця вистави у 1989 р

Аввакум, видіння янгола, малюнок 2001 р.

Почалося довге життя моновистави, котру роками показував автор і актор Михайло Матвєєв у провінції та на маленьких сценічних майданчиках у Ленінграді. Моновистава у виконанні М. М. Матвєєва зовсім не сприймалась тоді як пропаганда старообрядництва, але відбиток альтернативності, інакодумства в ній був. Перш за все це була пристрасна розповідь про відданість ідеї (в даному випадку релігійній), про мужність людини і її нескореність, здатність терпіти муки роками, віра у істинність власних переконань, котру не руйнували поневіряння, заслання, тортури, ув'язнення, примус до голодування. Для Аввакума влада і офіційна церква попіклувались зібрати усю колекцію тортур і знущань, характерних для Московії кінця XVII ст..
Протопоп Аввакум — не проста особистість, а геніально обдарований письменник за сучасними уявами. Був період, коли він служив у Казанській церкві на Червоній площі навпроти Кремля (споруда тої церкви давно поруйнована). До нього з повагою ставився сам цар і навіть мав намір зробити того власним духівником. Все це відкинув від себе протопоп, бо не побачив благочестя і не купився. Відомо, що він усвідомив могутню міць друкованого слова. І навіть сам прагнув стати правщиком у московському друкарському дворі, бути і служити друкарській справі…
Але судилося інше — ув'язнення у Андроніковому монастирі, кайдани, у тридцять два (32) роки вирок і одиннадцятирічне заслання до Сибіру, куди його гнали пішки.
Для влади він був ніщо, дрібний священник, з малого села на ніжегородчині, простого походження, «простець». Його рід ще не мав навіть тоді прізвища (як не мали його тоді «простеці», прості люди, беззаступні, що не мали і одягу, і злата-срібла), відомо тільки, що його батько Петро був сільським священиком, схильним пиячити. У XVII ст. чимало людей почали братися за настанови, звертались до літератури. Але уяви про обдарованість, її щаблі ще не виробили. Нікому було захистити священика з непересічними літературними здібностями, бо не мав ні значної посади, ні багатія-заступника. Аввакуму за життя пощастить лише на співчуваючих, що потайки передадуть папірців чи іноді трохи їжі. Пощастить і тим папірцям по мученицькій смерті автора, котрі збережуть прихильники-старообрядці і пронесуть крізь століття.
Показ моновистави у непристосованих до того місцях або на надто малих майданчиках примусив актора-виконавця до мінімалізма. Ніякої сценографії. Моновистава мала лише два відділення і ніякого музичного супроводу.
На сценічному майданчику була обмаль реквізиту — груба дерев'яна лава, свічка, трохи сіна, грубого полотна сорочка, старий тулуп, дерев'яна посудина з водою. У разі необхідності скорочувався навіть цей реквізит. Під час вимушених голодувань Аввакум мав видіння світлого янгола, жодний, у котрого він просив їжі… Саме цей варіант і побачили глядачі на виставі у травні 1989 року у маленькій театральній залі музею-квартири письменника Ф. М. Достоєвського, де нечасто відбувались покази у п'яту її річницю.
В глядацькій залі панували лише слово і голос актора, що було наздвичайно відповідально і примушувало вслухатися у кожне слово, що неслося зі сцени.
У атеїстичному СРСР нібито не існувало заборони на давній твір з XVII століття з його неправильною, несучасною мовою. Але тодішній тотальний дефіцит книг примушував частку глядачів конспектувати за ходом вистави.
По закінченні вистави — привітання актора оплесками і заслужені квіти. Зігріті акторською майстерністю і цікавим матеріалом, глядачі не розходились, починалось неформальне спілкування. Матвєєв розповідав про історію створення вистави, відповідав на запитання, розповідав про старообрядців, про нечасті видання творів Аввакума.

## Телеверсія

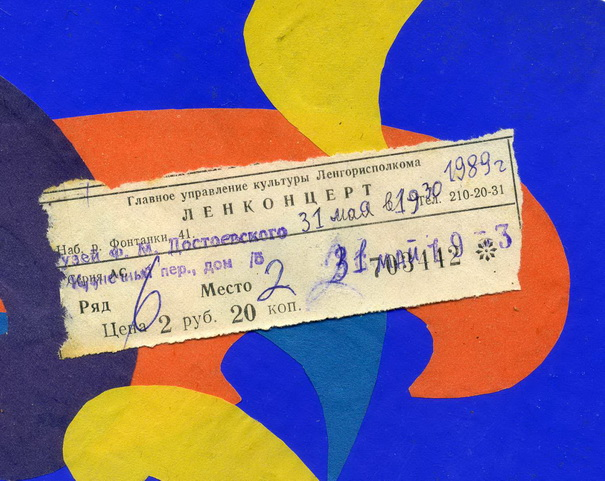
Квиток на виставу М. М. Матвєєва, травень 1989 р.

Навіть в Сибіру часів СРСР мешкало чимало старообрядців, стояли церкви без п'яти глав і зі старовинними іконами. Гастрольні покази моновистави М. М. Матвєєва тут сприймались як нещодавня історія і приклад для наслідування. У місті Новосибірськ місцева телестудія створила телевізійну версію моновистави.